# Золотий м'яч 1977
«Золотий м'яч 1977»

27 грудня 1977
Найкращий футболіст Європи: 
 Аллан Сімонсен
 (вперше)

← 1976 * Золотий м'яч * 1978 →
Золотий м'яч 1977 року — 22-ге щорічне вручення нагороди найкращому футболісту Європи, за підсумками опитування від журналу «Франс Футбол».

## Процедура голосування
Участь у голосуванні за визначення найкращого футболіста в Європі взяли представники 26 футбольних асоціацій УЄФА, зокрема: Австрії, Англії, Бельгії, Болгарії, Греції, Данії, Ірландії, Іспанії, Італії, Люксембурга, Нідерландів, НДР, Норвегії, Польщі, Португалії, Румунії, СРСР, Туреччини, Угорщини, Фінляндії, Франції, ФРН, Чехословаччини, Швейцарії, Швеції та Югославії.
Кожен із членів журі обирав п'ятьох футболістів, які, на його думку, є найкращими гравцями Європи. За перше місце нараховували 5 очок, за друге — чотири, за третє — три, за четверте — два, за п'яте — одне очко. Переможець максимально міг отримати 130 очок.
Результати голосування були опубліковані 27 грудня 1977 року в журналі France Football (№ 1655).

## Підсумки голосування
Володарем нагороди став 25-річний данський нападник клубу «Боруссія» (Менхенгладбах) Аллан Сімонсен.
Аллан Сімонсен лише на декілька очок випередив майбутніх лауреатів нагороди Кевіна Кігана та Мішеля Платіні, при цьому Кігану датчанин поступився за кількістю перших місць в анкетах (7 проти 11), а Платіні за кількість потраплянь в п'ятірку найкращих (18 проти 23).
| Місце | Гравець              | Клуб                       | Країна     | Очки | %      | Місця | Місця | Місця | Місця | Місця | К-ть голосів |
| Місце | Гравець              | Клуб                       | Країна     | Очки | %      | 1-ше  | 2-ге  | 3-тє  | 4-те  | 5-те  | К-ть голосів |
| ----- | -------------------- | -------------------------- | ---------- | ---- | ------ | ----- | ----- | ----- | ----- | ----- | ------------ |
| 1     | Аллан Сімонсен       | «Боруссія» (Менхенгладбах) | Данія      | 74   | 56.9 % | 7     | 7     | 3     | 1     |       | 18           |
| 2     | Кевін Кіган          | Ліверпуль Гамбург          | Англія     | 71   | 54.6 % | 11    | 3     |       | 1     | 2     | 17           |
| 3     | Мішель Платіні       | Нансі                      | Франція    | 70   | 53.8 % | 5     | 4     | 5     | 5     | 4     | 23           |
|       |                      |                            |            |      |        |       |       |       |       |       |              |
| 4     | Роберто Беттега      | Ювентус                    | Італія     | 39   | 30 %   | 1     | 1     | 7     | 3     | 3     | 15           |
| 5     | Йоган Кройф          | Барселона                  | Нідерланди | 23   | 17.7 % | 1     | 2     | 2     | 2     |       | 7            |
| 6     | Клаус Фішер          | Шальке 04                  | ФРН        | 21   | 16.2 % |       | 3     | 2     | 1     | 1     | 7            |
| 7     | Тібор Нілаші         | Ференцварош                | Угорщина   | 13   | 10 %   |       | 1     | 2     | 1     | 1     | 5            |
| 7     | Роб Ренсенбрінк      | Андерлехт                  | Нідерланди | 13   | 10 %   |       | 1     | 2     | 1     | 1     | 5            |
| 9     | Дуду Джорджеску      | Динамо (Бухарест)          | Румунія    | 6    | 4.6 %  |       |       | 1     | 1     | 1     | 3            |
| 10    | Емлін Г'юз           | Ліверпуль                  | Англія     | 5    | 3.8 %  | 1     |       |       |       |       | 1            |
| 10    | Стів Хайвей          | Ліверпуль                  | Англія     | 5    | 3.8 %  |       | 1     |       |       | 1     | 2            |
| 10    | Берті Фогтс          | Боруссія (Менхенгладбах)   | ФРН        | 5    | 3.8 %  |       |       | 1     | 1     |       | 2            |
|       |                      |                            |            |      |        |       |       |       |       |       |              |
| 13    | Домінік Батене       | Сент-Етьєн                 | Франція    | 4    | 3.1 %  |       | 1     |       |       |       | 1            |
| 13    | Тревор Брукінг       | Вест Гем Юнайтед           | Англія     | 4    | 3.1 %  |       | 1     |       |       |       | 1            |
| 13    | Андерс Ліндерот      | Естерс Олімпік (Марсель)   | Швеція     | 4    | 3.1 %  |       | 1     |       |       |       | 1            |
| 13    | Ронні Гельстрем      | Кайзерслаутерн             | Швеція     | 4    | 3.1 %  |       |       |       | 2     |       | 2            |
| 13    | Франко Каузіо        | Ювентус                    | Італія     | 4    | 3.1 %  |       |       |       | 1     | 2     | 3            |
| 18    | Руд Крол             | Аякс                       | Нідерланди | 3    | 2.3 %  |       |       | 1     |       |       | 1            |
| 18    | Маріус Трезор        | Олімпік (Марсель)          | Франція    | 3    | 2.3 %  |       |       |       | 1     | 1     | 2            |
| 20    | Райнер Бонгоф        | Боруссія (Менхенгладбах)   | ФРН        | 2    | 1.5 %  |       |       |       | 1     |       | 1            |
| 20    | Гайнц Флое           | Кельн                      | ФРН        | 2    | 1.5 %  |       |       |       | 1     |       | 1            |
| 20    | Руд Гелс             | Аякс                       | Нідерланди | 2    | 1.5 %  |       |       |       | 1     |       | 1            |
| 20    | Дітер Мюллер         | Кельн                      | ФРН        | 2    | 1.5 %  |       |       |       | 1     |       | 1            |
| 20    | Пітер Шилтон         | Ноттінгем Форест           | Англія     | 2    | 1.5 %  |       |       |       | 1     |       | 1            |
| 20    | Піррі                | «Реал» (Мадрид)            | Іспанія    | 2    | 1.5 %  |       |       |       |       | 2     | 2            |
| 26    | Джанкарло Антоньйоні | Фіорентіна                 | Італія     | 1    | 0.8 %  |       |       |       |       | 1     | 1            |
| 26    | Юрген Грабовскі      | Айнтрахт                   | ФРН        | 1    | 0.8 %  |       |       |       |       | 1     | 1            |
| 26    | Жерар Жанвйон        | Сент-Етьєн                 | Франція    | 1    | 0.8 %  |       |       |       |       | 1     | 1            |
| 26    | Рей Кеннеді          | Ліверпуль                  | Англія     | 1    | 0.8 %  |       |       |       |       | 1     | 1            |
| 26    | Ганс Кранкль         | Рапід (Відень)             | Австрія    | 1    | 0.8 %  |       |       |       |       | 1     | 1            |
| 26    | Гордон Макквін       | Лідс Юнайтед               | Шотландія  | 1    | 0.8 %  |       |       |       |       | 1     | 1            |
| 26    | Андраш Теречик       | Уйпешт                     | Угорщина   | 1    | 0.8 %  |       |       |       |       | 1     | 1            |

## Цікаві факти
- Розподіл по амплуа серед 32 футболістів згаданих в анкетах наступний: 2 воротарі, 5 захисників, 11 півзахисників та 14 нападників.[2]
- Вперше лауреатом трофею став представник Данії. До речі, за історію вручення нагороди «Золотий м'яч», Аллан Сімонсен залишається єдиним данським володарем трофея.
- Лідерами за кількість нагород залишалися представники ФРН, Іспанії та Нідерландів — по 3 нагороди.
- Боруссія (Менхенгладбах) стала 14-м клубом, представник якого виграв трофей «Золотий м'яч». Найбільше таких нагород було в «Манчестер Юнайтед», «Реал» (Мадрид), «Баварія» та «Барселони» — по 3 нагороди.
- 32 гравці згадані в анкетах представляли 13 країн, з них найбільше було від ФРН — 6, від Англії — 5, Нідерландів та Франції — по 4, Італії — 3, від Швеції та Угорщини — по 2 гравці.
- Представники ФРН 21 рік поспіль були серед номінантів на нагороду. Усього за 22 роки вручення нагороди футболісти ФРН, а також Італії, згадувалися в анкетах хоча б одного разу у 21-му опитуванні, гравці Англії та Іспанії згадувалися в анкетах у 20-ти опитуваннях, СРСР — у 19-ти, Франції — у 18-ти, Угорщини — у 17-ти опитуваннях.
- Втретє за історію проведення опитувань в списках номінантів не виявилося жодного футболіста з СРСР.
- Німецькі футболісти найчастіше попадали в загальний залік опитувань — 76 разів, італійські — 65, англійські — 62, угорські — 45, іспанські — 41, радянські — 40, нідерландські — 28 разів.
- Вчетверте лауреатом трофею став представник німецької першості. Лідером за цим показником залишався іспанський чемпіонат — 6 трофеїв, у англійської першості було в активі також 4 трофеї.
- Всього в анкетах були згадані гравці із 23 клубів, серед них найбільше було представників «Ліверпуля» та «Боруссії» (Менхенгладбах) — по 3, «Кельна», «Сент-Етьєна», «Аякса», «Ювентуса» та марсельського «Олімпіка» — по 2, ще із 16 клубів — по 1 гравцю.
- Всього за 22 роки в анкетах були згадані 275 футболістів зі 130 клубів. Футболісти мадридського «Реала» були згадані в опитуваннях хоча б одного разу у 18-ти випадках, «Інтернаціонале» — у 15-ти, «Манчестер Юнайтед» та «Мілана» — у 14-ти, «Ювентуса» — у 13-ти, «Тоттенгем Готспур» та «Баварії» — у 12-ти, московського «Динамо», «Уйпешта» та «Бенфіки» — в 11-ти випадках.
- Вперше в опитуваннях були згадані гравці 2 клубів, зокрема: «Ноттінгем Форест» та «Айнтрахта».
- Рекордсменом за кількістю попадань у заліки опитувань залишався Франц Бекенбауер — 12 номінацій, у Еусебіу та Йогана Кройфа — по 11, у Льва Яшина, Джанні Рівери та Герда Мюллера — по 10, Боббі Чарлтона та Сандро Маццоли — по 9 номінацій.
- Вперше в трійку найкращих потрапили майбутні багаторазові володарі трофею Кевін Кіган та Мішель Платіні.
- Йоган Кройф всьоме потрапив у п'ятірку найкращих за підсумками опитування. Лідером за цим показником залишався Франц Бекенбауер — 10 попадань у чільну п'ятірку.